# (2195) Tengström
(2195) Tengström – planetoida z pasa głównego asteroid okrążająca Słońce w ciągu 3 lat i 315 dni w średniej odległości 2,22 au. Została odkryta 27 września 1941 roku w Obserwatorium Iso-Heikkilä w Turku przez Liisi Otermę. Nazwa planetoidy pochodzi od Erika Tengströma (1913–1996), szwedzkiego astronoma i geodety. Przed nadaniem nazwy planetoida nosiła oznaczenie tymczasowe (2195) 1941 SP1.